# Triaenops
Triaenops is een geslacht van vleermuizen uit de familie van de Rhinonycteridae.

## Soorten
Er worden 4 soorten in dit geslacht geplaatst:
- Triaenops afer W. C. H. Peters, 1877
- Triaenops menamena Goodman & Ranivo, 2009
- Triaenops parvus Benda & Vallo, 2009
- Triaenops persicus Dobson, 1871 – Driebladvleermuis